# Anders Faaborg Mülertz
Anders Faaborg Mülertz (11. september 1788 – 4. februar 1844) var en dansk rektor.
Anders Faaborg Mülertz blev født i Kalundborg, hvor hans fader, Frederik Mülertz, var købmand (død 1813); moderen hed Karen født Faaborg. Mülertz blev 1800 sat i det Schouboeske Institut i København, hvorfra han 1804 blev dimitteret til Københavns Universitet; ved eksamen artium fik han udmærkelse. 1808 blev han alumnus i det pædagogiske seminarium og lærer i det Schouboeske Institut, 1810 adjunkt ved Latinskolen i Nyborg, 1811 ved katedralskolen i Odense, 1817 dr. phil. for en afhandling De causis propagatæ celeriter in Dania reformationis, 1819 overlærer i Nyborg, 1833 rektor i Horsens.
1824 var han blevet medlem af Det kongelige danske Selskab for Fædrelandets Historie.
1816 havde han ægtet Margrethe Dorothea Heiberg, datter af rektor Ludvig Heiberg.
Han har udgivet en oversættelse af Ciceros Om Venskab (1807) samt forskellige programmer, som bl.a. indeholder: Historiske Efterretninger om Nyborg latinske Skole (1821-23) og Samling af danske Ord, som kunne tilføjes Molbechs Ordbog (1843).